# Марк Тревіс
Марк В. Тревіс (англ. Mark W. Travis, 12 травня 1943, Голден, Массачусетс, США) — американський театральний режисер, телережисер та кінорежисер, педагог. Його книга «Режисура художнього фільму» нині використовується як підручник, обов'язковий до прочитання в кіношколах Світу.

## Життєпис
Народився 12 серпня 1943 року у м. Голден, Массачусетс, США. Закінчив Єльську школу драми (підрозділ Єльського університету).

## Кар'єра
Марк викладав в більш ніж 50 кінематографічних інститутах на національному та міжнародному рівнях, включаючи: Гільдію режисерів Америки, Американський інститут кіномистецтва, Студії Pixar Animation, UCLA Extension, Голлівудський інститут кінематографії, Коледж телебачення та кінематографії в Мюнхені, Мюнхенську кіностудію та інші.
Марк є автором бестселерів: «Подорож режисера: Творче співробітництво між режисерами, сценаристами та акторами»; «Режисура художнього фільму» (у своєму дев'ятому виданні, перекладеному на японську, німецьку та французьку мови, ця книга є обов'язковим для читання в престижних кіношколах по всьому Світу); «Сумка хитрощів режисера фільму: як отримати те, що ви хочете від акторів та сценаристів».

### Театральні постановки
За останні 20 років Тревіс поставив понад 60 театральних постановок в Лос-Анджелесі та Нью-Йорку. В тому числі «Бронкська історія» (англ. «A Bronx Tale»), «Джерсі» (англ. «Undressing New Jersey»), «Вірний» (англ. «Faithful»), «Одного разу чоловік та двічі хлопчик» (англ. «Once a Man — Twice a Boy»), «Час летить, коли ти живий» (англ. «Time Flies When You’re Alive»), «Кафе 50-х» (англ. «Cafe 50’s»), «Немає місця, як вдома» (англ. «No Place Like Home»), «Еквус» (англ. «Equus»), «Крила» (англ. «Wings»), «Пришестя лелеки» (англ. «The Coming of Stork»), а також імпровізаційні «Лінке проти Редфілда» (англ. «Linke vs. Redfield»), «Вердігріс» (англ. «Verdigris und The Lion In Winter») та ін.

### Вибрана фільмографія

#### Режисер
- 2014 — «636» (англ. «The 636»)
- 1991 — «Непотоплювані» (англ. «Going Under»)
- 1982 — «Сімейні узи» (англ. «Family Ties»)
- 1981 — «Сліпий Том: Історія Томаса Бетюна» (англ. «Blind Tom: The Story of Thomas Bethune»)
- 1979 — «Факти з життя» (англ. «The Facts of Life»)

#### Актор
- 2009 — «Ось Гербі» (англ. «Here's Herbie»)
- 1983 — «Щасливий» (англ. «Happy»)
- 1982 — «Метт Г'юстон» (англ. «Matt Houston»)
- 1976 — «Троє — це компанія» (англ. «Three's Company»)

#### Продюсер
- 2014 — «636» (англ. «The 636»)

## Відомі учні
Серед учнів Марка відомі митці, зокрема, серед них є також і українець — режисер, актор, та телеведучий Олександр Жеребко.

## Нагороди
Постановки режисера Марка В. Тревіса отримали в цілому 30 нагород, в тому числі: «Еммі», «Drama-Logue Award», «LA Weekly», «Коло драматичних критиків Нью-Йорка» (англ. «New York Drama Critics' Circle»), «A.D.A.», «Овация» (англ. «Ovation Awards») та ін.